# Pileus
Pileus är en beteckning som ges till ett moln på vilket det finns ett följemoln i form av en hätta eller huva. Hättan kan vara hopsmält med molnet och det underliggande molnet kan tränga upp genom hättan. Ibland kan flera hättor ovanpå varandra observeras.
Pileus förekommer huvudsakligen hos huvudmolnslagen cumulus och cumulonimbus. "Pileus" kommer från latin och betyder "hätta".
Pileus uppkommer när konvektionen som driver bildandet av cumulus eller cumulonimbusmolnet hindras av en horisontell luftström ovanför. Under rätt förutsättningar kommer molnbildning att ske i den ovanliggande luftströmmen. Bildningen påminner om hur lenticularismolnen bildas. Pileusbildningen är mycket flyktig och är ofta över på några minuter.